# مدیوم (وبگاه)
مِدیُوم یا میدیِم (به انگلیسی: Medium) یک پلتفرم نشر الکترونیک آنلاین است که در اوت ۲۰۱۲ توسط بنیان‌گذار توییتر اوان ویلیامز بنیان نهاده شد. از نظر قانونی این پایگاه متعلق به شرکت مدیوم است. این پلتفرم یک مثال تکامل یافته از روزنامه‌نگاری اجتماعی است که در عمل به عنوان یک سرویس میزبانی وبلاگ شناخته می‌شود و ترکیبی از مجموعه افراد آماتور، حرفه‌ای، ناشران، نشریات و وبلاگ‌های رسمی را در بر می‌گیرد.
با توجه به محدودیت 280 کاراکتری (در صورت داشتن حساب توییتر بلو 10000 کاراکتر) در توییتر، ویلیامز مدیوم را راهی برای نوشتن مطالب بلندتر توسعه داد و در نهایت به عنوان یک برند مستقل رشد کرد و از توییتر جدا شد.
مدیوم همچنین دارای چند نشریه متعلق به خود است، از جمله: مجله موسیقی Cuepoint (به قلم Jonathan Shecter)؛ مجله NewCo Shift (به قلم کارآفرین، نویسنده و ژورنالیست John Battelle)؛ و مجله تکنولوژی Backchannel (به قلم Steven Levy).

## پیشینه
ویلیامز مدیوم را با توجه به ایده تشویق کاربران به نوشتن بیش از استاندارد محدودیت ۱۴۰ کاراکتری موجود در توییتر ساخت. در زمان انتشار مدیوم در سال ۲۰۱۲، او اظهار داشت: «رشد کمی در مسیر افزایش کیفیت آنچه که تولید کرده وجود دارد.» در آوریل ۲۰۱۳، ویلیامز گزارش داد که ۳۰ کارمند به صورت تمام وقت بر روی پلتفرم کار می‌کنند و حتی یک جای خالی نیز برای یک «قصه گو» وجود دارد (اشاره به این دارد که به صورت ۲۴ ساعته بر روی پلتفرم کار کرده‌است) که همین منجر به گرفتن ۹۸٪ از زمان او شد.